# East Point (Hongkong)

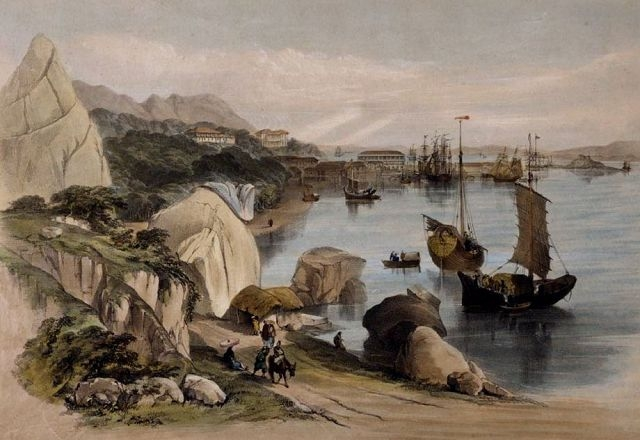
Blick über die Causeway Bay auf East Point (Malerei, 1846)

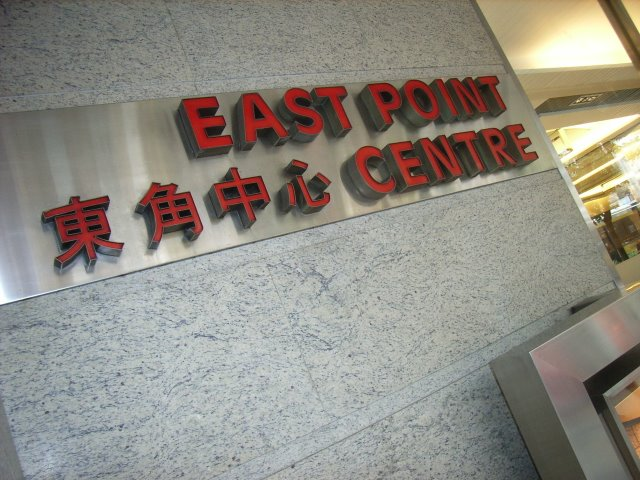
Das East Point Centre trägt den ansonsten nicht mehr gebräuchlichen Ortsnamen

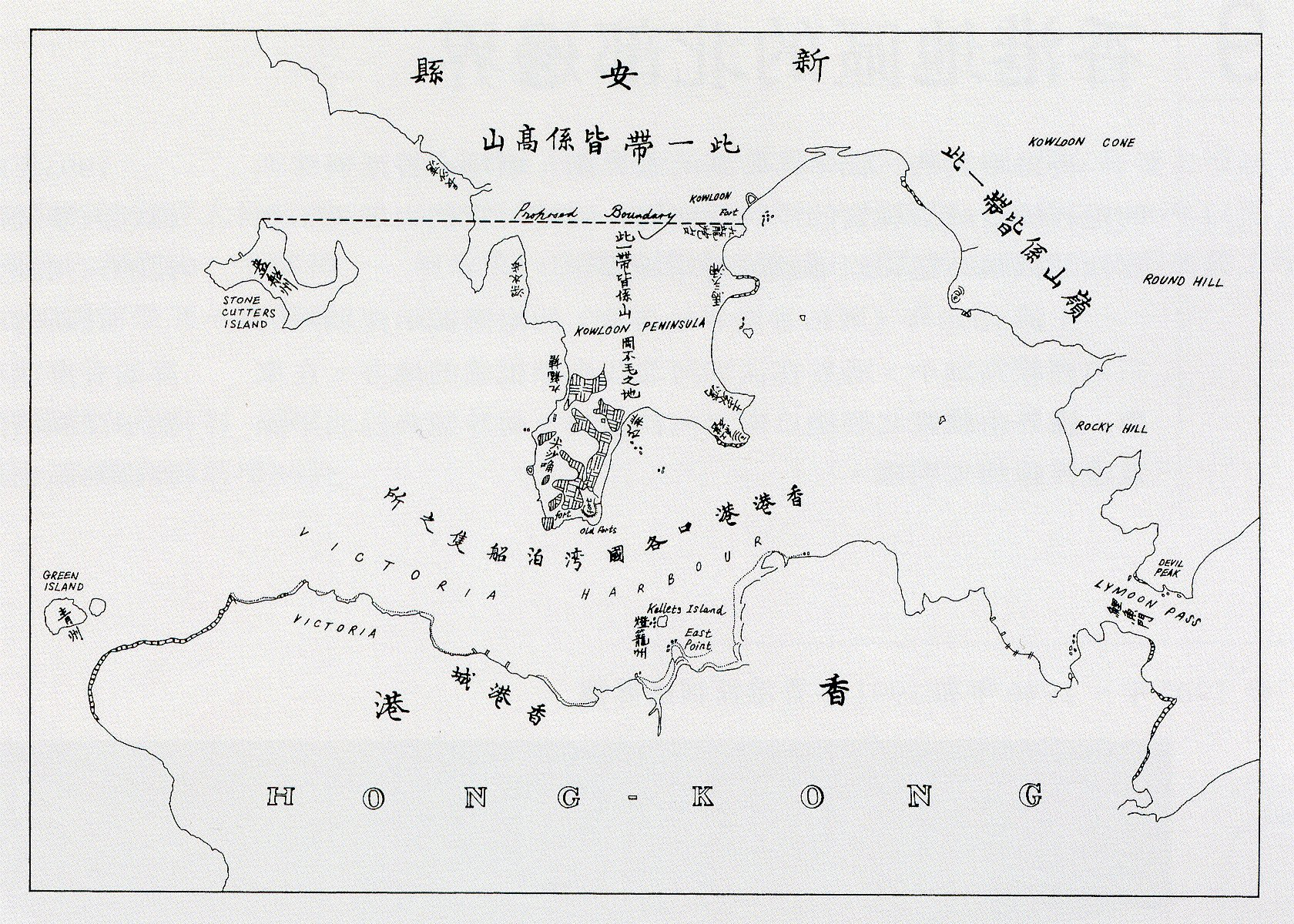
Karte von Hongkong (1860), East Point eingezeichnet

East Point (chinesisch 東角 / 东角, Pinyin Dōngjiǎo, Jyutping Dong1gok3) war ein Kap an der Nordküste von Hong Kong Island. Es trennte die Buchten Wan Chai und Causeway Bay, ist nach deren Zuschüttung jedoch vollständig von Land umgeben. Der Ort ist heute Teil von Causeway Bay und die Bezeichnung East Point ist nicht mehr gebräuchlich.
East Point war der östlichste Teil von Victoria City und ragte bei Kellett Island in den Victoria Harbour hinein. Das Jardine Matheson Holdings kaufte mehrere Grundstücksflächen, um darauf Lagerhallen und andere Gebäude zu errichten. Die von den Jardines betriebene Noonday Gun hat ihren Standort bis heute in East Point. Die East Point Road (東角道) und das Geschäftsgebäude East Point Centre (東角中心) zeugen heute vom Standort des ehemaligen Kaps.

## Geschichte
Ab den 1870er Jahren betrieb die Tochterfirma des Jardine Matheson (怡和洋行 ehemals 渣甸洋行) eine Zuckerfabrik, die China Sugar Refinery (中華火車糖局), an der heutigen Sugar Street (糖街). Neben der Raffination von Rohrzucker aus Java, den Philippinen und den Straits Settlements stellte die Fabrik auch Rum her. Anfang des 20. Jahrhunderts wurde die Zuckerfabrik geschlossen, da sie nicht mit ihren Mitbewerbern konkurrieren konnte.
Der Unternehmer und Opiumhändler Lee Hysan (利希慎,  Lì Xīshèn, Jyutping Lei6 Hei1san6) kaufte 1923 den East Point Hill oder Jardine's Hill, einen an das Kap grenzenden Hügel, und errichtete darauf einen Freizeitpark. Der Hügel erhielt dadurch den Namen Lee Garden (利園,  Lìyuán, Jyutping Lei6jyun4), der heute im Namen der Lee Garden Road (利園山道) erhalten ist. 1953 ließ die Lee-Familie den Hügel planieren und verkaufte einige Grundstücke an Investoren, die Wohnhäuser errichteten. Im nördlichen Teil des East Point Hill entstand das Hennessy Centre (興利中心), heute Hysan Place (希慎廣場), und im südlichen Teil an der Hysan Avenue (希慎道) das Bürogebäude Lee Garden One, ehemals Manulife Plaza (宏利保險大廈).

## Landgewinnung
East Point wurde durch verschiedene Projekte von neuem Land umschlossen. Nachdem die Jardines bereits im 19. Jahrhundert das Kap vergrößerten, wurde in den 1920er Jahren im Praya East Reclamation Scheme die Bucht von Wan Chai zugeschüttet und das Kap von Westen her in die neue Küstenlinie integriert. Zum Bau des 1952 eröffneten Victoria Parks wurde im Osten die Bucht von Causeway Bay zugeschüttet, bis auf einen Kanal, der anschließend zum Bau der Gloucester Road ebenfalls aufgefüllt wurde. Um 1970 herum wurde zum Bau des Cross-Harbour Tunnels die Fläche nördlich von East Point bis Kellett Island zugeschüttet.